# Amphisbaena brasiliana
Espèce
Synonymes
- Bronia brasiliana Gray, 1865

Amphisbaena brasiliana est une espèce d'amphisbènes de la famille des Amphisbaenidae.

## Répartition
Cette espèce est endémique du Pará au Brésil.  

## Publication originale
- Gray, 1865 : A revision of the genera and species of amphisbaenians with the descriptions of some new species now in the collection of the British Museum. Proceedings of the Zoological Society of London, vol. 1865, p. 442-455 (texte intégral).